# Lite Grand i örat
Anni-Frid Show, Lite Grand i örat var ett underhållningsprogram TV-sänd krogshow som spelades in på Grand Hôtel i Stockholm 1981. Programmet leddes av Anni-Frid Lyngstad från popgruppen Abba och Claes af Geijerstam och sändes i fyra avsnitt under september samma år.